# أدولفو ميسكيتا نونيز
أدولفو ميسكيتا نونيز هو قانوني وسياسي برتغالي، ولد في 29 نوفمبر 1977 في لشبونة في البرتغال. نشط حزبياً في المركز الديمقراطي والاجتماعي - حزب الشعب ‏. وقد انتخب Secretary of State of Tourism ‏ (2013 – 2015) وفي 2011 Portuguese legislative election ‏، انتخب عضو مجلس الجمهورية ‏ عن دائرة لشبونة ‏ وقد انضم خلال فترته النيابية ‏ (20 يونيو 2011 – 26 يوليو 2013) للكتلة البرلمانية المركز الديمقراطي والاجتماعي - حزب الشعب ‏.